# Johann Georg Purmann
Johann Georg Purmann (* 1. Januar 1733 in Königsberg in Bayern; † 11. Dezember 1813 in Frankfurt am Main) war ein deutscher Pädagoge und langjähriger Direktor des Städtischen Gymnasiums in Frankfurt am Main.

## Leben
Purmann war der Sohn von Johann Sebastian Purmann, Ratsverwandter in Königsberg, und seiner Frau Barbara. Den ersten Unterricht erhielt er an der städtischen Schule seiner Vaterstadt. Ab 1750 konnte er mit einem Stipendium das Casimirianum Coburg besuchen und später die Universität Altdorf, wo er evangelische Theologie und Altphilologie studierte. 1756 kam er als Rektor an die lutherische Lateinschule in Hanau. 1759 heiratete er dort Susanne Dorothea Barbara Körber, eine Tochter des lutherischen Inspectors Johann Jakob Körber.
1760 berief ihn der Rat der Stadt Frankfurt am Main als Konrektor an das städtische Gymnasium, wo er 1766 Adjunkt wurde. Am 7. Mai 1770 wurde er Nachfolger des Rektors Johann Georg Albrecht. Er leitete das Gymnasium fast 36 Jahre lang und erwarb sich Respekt als Gelehrter, lateinischer Redner und Erzieher. Zu seinen Schülern zählten der Altphilologe Philipp Buttmann und der Theologe Johann Philipp Gabler.

## Werke
Purmann schrieb im Laufe seiner Amtszeit 119 Schulprogramme in lateinischer und deutscher Sprache und zahlreiche wissenschaftliche Abhandlungen. Ab dem zweiten Band verfasste er für die Deutsche Encyclopädie die Artikel über Kritik, sämtliche philologische und ästhetische Wissenschaften, hebräische Altertümer und neuere jüdische Gebräuche. Auch werden ihm die vier Bände mit zahlreichen Kupferstichen Sitten und Meinungen der Wilden in Amerika (Ffm., J. G. Garbe 1777–1781) zugeschrieben.